# Martín de Elizalde
Martín de Elizalde (Buenos Aires, 23 de octubre de 1940) es un eclesiástico y monje benedictino, obispo emérito de Nueve de Julio, de la cual gobernó entre los años 1999 al 2015.

## Biografía
Nació en la Capital argentina el 23 de octubre de 1940, hijo de don Martín de Elizalde y de doña Inés Berisso.
Cursó estudios de Filosofía y Teología en el Pontificio Ateneo San Anselmo, de Roma, del que egresó en el año 1964 con el título de Licenciado en Filosofía; y en la Universidad Católica de Chile, donde en 1970 egresó como Licenciado en Teología.

### Vida religiosa
Ingresó en el Monasterio Santa María de Los Toldos, profesó como monje benedictino el 11 de febrero de 1961, e hizo la profesión solemne y perpetua el 12 de diciembre de 1964.
Recibió la ordenación sacerdotal el 9 de enero de 1971 de manos de Mons. Antonio Quarracino. Al poco tiempo, el 13 de marzo, fue elegido Prior Administrador de la Abadía San Benito con sede en el barrio porteño de Belgrano. En su período de superior se llevó a cabo el traslado de la comunidad monástica benedictina desde Buenos Aires a Jauregui (Luján), donde se había levantado una nueva iglesia y monasterio. 
Ocupó varios cargos en la Congregación benedictina de la Santa Cruz del Cono Sur. Fue elegido Abad de la Abadía de San Benito el 9 de febrero de 1983 y recibió la bendición abacial el 22 de febrero del mismo año de manos del Cardenal Juan Carlos Aramburu, entonces Arzobispo de Buenos Aires.

### Episcopado

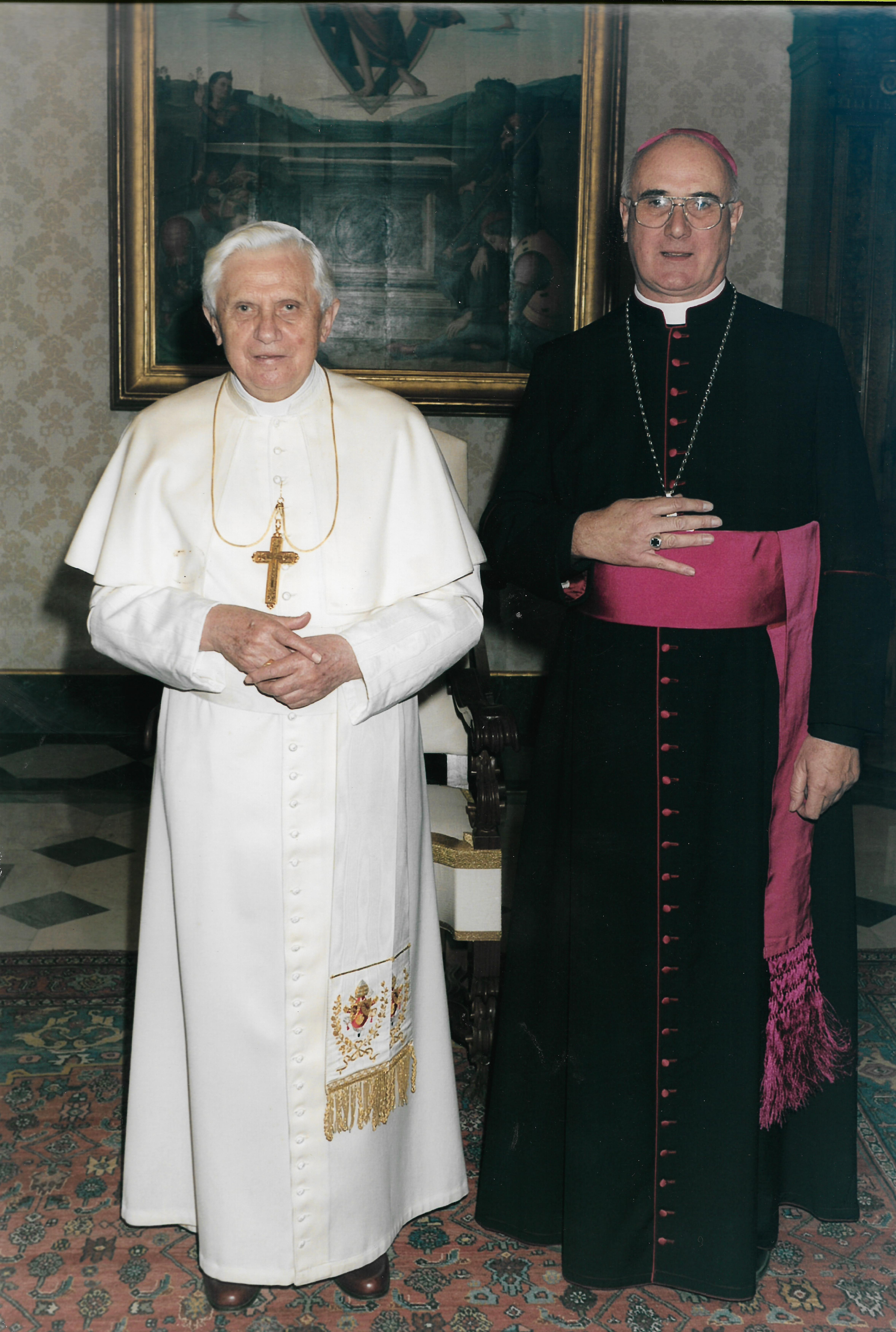
Martín de Elizalde OSB, junto al papa Benedicto XVI.

El 16 de septiembre de 1998 fallece repentinamente el Obispo de Nueve de Julio, monseñor José Tommasi, durante un viaje a España. Dos días más tarde, el 18 de septiembre, el Abad Martín de Elizalde fue designado Administrador apostólico de aquella Diócesis. El Papa Juan Pablo II lo designó Obispo de Nueve de Julio el 6 de julio de 1999; fue consagrado en la Basílica de Luján el 14 de septiembre de 1999 por el Arzobispo de La Plata, Monseñor Carlos W. Galán. Tomó posesión de su sede el 17 de septiembre de ese año. Es el primer obispo benedictino de la historia de la República Argentina. Su lema episcopal es «Per virtutem crucis (Por el poder de la cruz)».
El 1 de diciembre de 2015 el Papa Francisco aceptó su renuncia a la sede de Nueve de Julio presentada el 23 de octubre del mismo año, por haber cumplido la edad canónica establecida. Inmediatamente lo sucedió su coadjutor, Ariel Torrado Mosconi. Desde entonces es obispo emérito de Nueve de Julio.